# Istočnotimorski jezici
Istočnotimorski jezici, jezici koji čine jednu od pet glavnih skupina zapadnih transnovogvinejskih jezika. Ne smije se brkati s jezgrovnim istočnotimorskim jezicima koji pripadaju austronezijskoj porodici, a zovu se i ramelajski jezici. 
Obuhvaća tri jezika: makasae [mkz] iz Istočnog Timora; i dva jezika podskupune fataluku-oirata, to su fataluku [ddg] (Istočni Timor) i oirata [oia] u Molucima (Maluku), Indonezija.